# Mihail Lomonosov

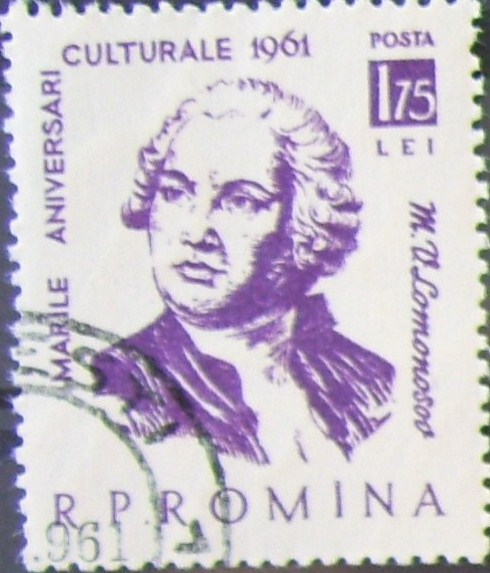

Mihail Vasilievici Lomonosov (în rusă Михаи́л Васи́льевич Ломоно́сов, n. 8/19 noiembrie 1711, Mishaninskaya⁠(d), Archangelgorod Governorate⁠(d), Țaratul Rusiei – d. 4/15 aprilie 1765, Sankt Petersburg, Imperiul Rus) a fost un savant, poet și filolog rus.

## Biografie
Lomonosov s-a născut în Gubernia Arhanghelsk într-o familie de țărani. Din copilărie se ducea împreună cu tatăl său în largul mării să prindă pește. Băiatul a învățat de timpuriu să citească și dorea nespus de mult să învețe mai departe. La 12 ani Lomonosov fuge de acasă la Moscova pentru a învăța. Se duce până acolo pe jos, însoțind niște care cu pește înghețat.
Ca să poată intra la academia Slavo-Greacă-Latină din Moscova, el a fost nevoit să se dea drept fecior de nobil, căci ușa academiei era închisă pentru un băiat țăran. Șase ani mai târziu, drept răsplată pentru succesele sale remarcabile, Mihail Lomonosov a fost trimis în Germania la Christian Wolff, ca să studieze mineralogia și chimia.

## Contribuții

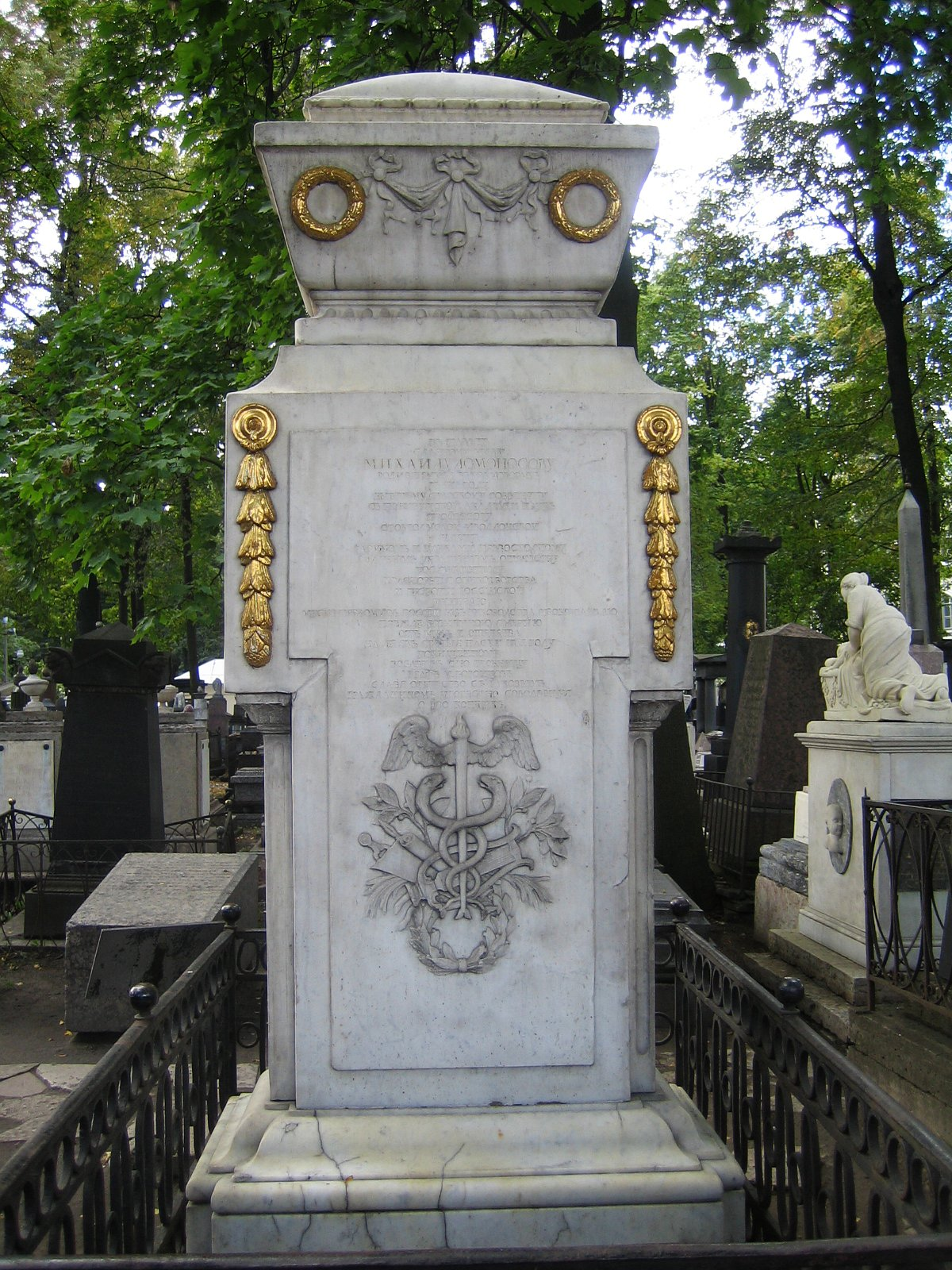
Mikhail Lomonosov grave in Lazarev Cemeter

După ani de muncă încordată pe făgașul științei Lomonosov devine unul din cei mai mari învățați.
E greu de închipuit cum un singur om a putut să facă atât de mult în domeniul științei, în literatură și în artă. Un istoric francez credea că în Rusia sunt doi Mihail Lomonosov – unul învățat și chimist, iar celălalt scriitor. Dar poetul și chimistul erau de fapt unul singur, Mihail Lomonosov. În plus el mai era și fizician, pictor, geograf, istoric, promotor al culturii și om de stat.

### Fizică
Experiențele în domeniul fizicii și chimiei pe care Lomonosov le făcea în laboratorul său se caracterizau printr-o mare precizie. Odată a cântărit un vas închis ermetic conținând bucățele mici de plumb și apoi l-a încălzit până la roșu, până ce bucățele de plumb s-au acoperit cu un sloi alb; cântărind din nou vasul a observat că acesta nu și-a schimbat greutatea. Astfel a descoperit sau intuit una din legile de bază ale naturii, legea conservării masei substanțelor. Numai această singură descoperire ar fi fost de ajuns pentru a-l considera pe Lomonosov un mare savant.
Lomonosov afirma că toate corpurile sunt compuse din particule minuscule, numite molecule și atomi

### Chimie
Lomonosov a fost printre primii care au consemnat solidificarea mercurului.
A susținut originea organică a solului și a combustibililor fosili (cărbune, petrol, gaze naturale).

### Astronomie
Lomonosov a proiectat și a construit un telescop pentru observarea stelelor și a planetelor. Cu ajutorul acestui telescop el a descoperit că planeta Venus este înconjurată de atmosferă ca și Pământul nostru. Astronomii au izbutit să repete această observare după mai mult de o sută de ani.
Toată viața sa Lomonosov și-a dedicat-o dezvoltării științei. El a afirmat că Universul este infinit. El a mai afirmat că tot ce există: pământul, planetele, se schimbă și se dezvoltă când spre bine, când spre rău.

## Scrieri literare
- 1739: Epistola despre regulile prozodiei ruse (Письмо о правилах российского стихотворства, Pismo o pravilah rossiiskogo stihotvorstva), considerații teoretice asupra literaturii clasice.
- 1748: Retorica (Риторика, Ritorika), tratat exemplificat cu versuri proprii și care fundamentează principiile versului tonic
- 1750: Tamira și Selim ("Tamira i Selim"), tragedie
- 1752: Epistola despre foloasele sticlei (Письмо о пользе стекла, Pismo o polse stekla), poezie în tradiția barocă
- 1752: Demofont
- 1755: Gramatica rusă ("Rossiiskaia grammatika"), lucrarea prin care a inițiat studiul științific al limbii ruse
- 1756/1761: Petru cel Mare (Пётр Великий, "Piotr Veliki")
- 1757: Imnul bărbii (Гимн бороде, "Gimn borode").

Prin operele sale literare, Lomonosov a contribuit la crearea limbii literare, fiind supranumit părintele literaturii ruse moderne.

## Apreciere
Lomonosov a depus multe eforturi pentru a deschide prima Universitate de Stat din Rusia, care astăzi se compară cu cele mai bune universități din lume și poartă numele lui.